# خورخي شنايدر
خورخي شنايدر (بالإسبانية: Jorge Schneider)‏ هو مجدف أرجنتيني، ولد في 16 أكتوبر 1933.

## وصلات خارجية
- خورخي شنايدر على موقع الاتحاد الدولي للتجديف (الإنجليزية)
- خورخي شنايدر على موقع اللجنة الأولمبية الدولية (الإنجليزية)
- خورخي شنايدر على موقع أوليمبيديا (الإنجليزية)